# Svésedlice
Svésedlice (en allemand : Kozlau) est une commune du district et de la région d'Olomouc, en République tchèque. Sa population s'élevait à 276 habitants en 2023.

## Géographie
Svésedlice se trouve à 2,7 km au sud-sud-est de Velká Bystřice, à 10 km à l'est-sud-est d'Olomouc, à 71 km au sud-ouest d'Ostrava et à 220 km à l'est-sud-est de Prague.
La commune est limitée par Přáslavice au nord et au nord-est, par Doloplazy à l'est, par Tršice au sud, et par Velký Týnec et Velká Bystřice à l'ouest.

## Histoire
La première mention écrite de la localité date de 1371.

## Transports
Par la route, Svésedlice se trouve à 3,3 km de Velká Bystřice, à 13 km d'Olomouc et à 254 km de Prague.